# Kesra (pain)
Pour les articles homonymes, voir Kesra.
La kesra est un pain traditionnel algérien originaire de l'est de l’Algérie ,,, réalisé à base de semoule (de blé ou parfois d'orge), et ayant la forme d'une galette. Il est généralement cuit sur un tajine[réf. nécessaire] à feu vif. Ce pain peut être dégusté chaud ou froid, seul ou tartiné de beurre, de confiture, de miel, etc., farci ou trempé dans de l'huile d'olive, etc. Il peut accompagner au petit déjeuner ou à l'heure du goûter le lait fermenté (leben) ou le lait caillé (raib).
La kesra est préparée à base de semoule, d'huile ou de beurre fondu, de sel, et d'eau tiède, avec éventuellement, selon les régions, de la levure boulangère, des grains de nigelle, de l'eau de fleur d'oranger, etc.

## Dénominations et étymologie
Le nom kesra vient de la racine arabe signifiant « casser », probablement parce que la galette, relativement ferme, est traditionnellement rompue (cassée) à la main en morceaux au lieu de d'être coupée au couteau.
Elle est appelée khobz el ftir à Alger, aɣrum n tajin en Kabylie, et arexsas (arekhsas) ou arexsis (arekhsis) dans les Aurès.

## Origine
C'est une galette traditionnelle avec plusieurs variantes en Afrique du Nord-Ouest. Massinissa, roi numide berbère, a été décrit par Scipion Émilien, par l'intermédiaire d'Appien, comme s'en nourrissant après la bataille contre les Carthaginois [réf. nécessaire]. 

## Préparation

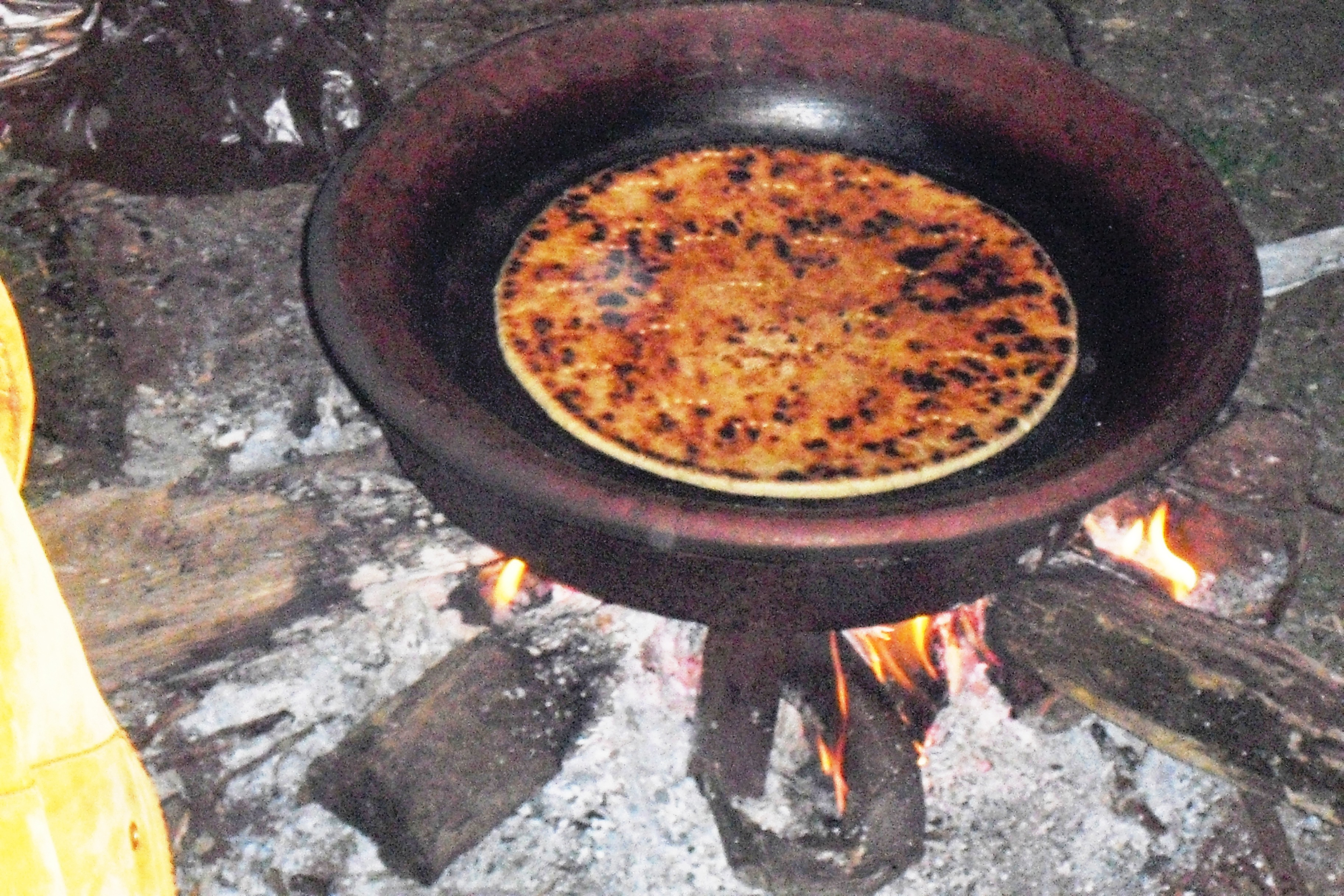
Cuisson de la kesra.

La semoule est mélangée avec le sel et l'huile, le tout est sablé puis ramassé avec de l'eau pour obtenir une pâte formée en galette. Celle-ci est cuite dans un tadjine, en terre de préférence.

## Dégustation
La kesra peut se déguster chaude ou froide avec divers plats, comme une loubia en sauce (haricots blancs).